# باتنورد
باتنورد (به هلندی: Battenoord) یک منطقهٔ مسکونی در هلند است که در خوری-افرفلاکی واقع شده‌است.